# Larsen Bay
Larsen Bay è un comune degli Stati Uniti d'America, situato nello Stato dell'Alaska e in particolare nel Borough di Kodiak Island.